# شورای عالی آموزش و پرورش
شورای عالی آموزش و پرورش یکی از بالاترین نهادهای آموزش و پرورش در ایران است. ریاست این شورا را رئیس‌جمهور ایران بر عهده دارد.

## پیشینه
در سال ۱۳۴۳، به‌دنبال تفکیک وزارت فرهنگ به دو وزارتخانه، شورای عالی فرهنگ هم به دو نهاد «شورای برنامه‌ریزی» در وزارت فرهنگ و هنر و «شورای عالی آموزش و پرورش» در وزارت آموزش و پرورش تقسیم شد. این شورا تا سال ۱۳۴۷ با همان ترکیب اعضا و وظایف قبلی به کارش ادامه داد، اما در اول خرداد ۱۳۴۷، شورا به ریاست هادی هدایتی (وزیر آموزش و پرورش) تشکیل شد.

## اعضای کنونی شورای عالی وزارت آموزش و پرورش
- مسعود پزشکیان - رئیس‌جمهور و رئیس شورای عالی آموزش و پرورش
- علیرضا کاظمی - وزیر آموزش و پرورش
- مجید پارسا - مدیرکل آموزش و پرورش شهرتهران (منتخب شورای معاونین وزارت و نماینده مدیران کل آموزش و پرورش)
- محمود رجبی - مجتهد آشنا به مسائل تربیتی، رئیس مؤسسه آموزشی پژوهشی امام خمینی و نماینده مردم تهران در مجلس خبرگان رهبری
- محمود امانی طهرانی - دبیرکل شورای عالی آموزش و پرورش
- محمود مهرمحمدی - صاحب نظر در رشته برنامه‌ریزی درسی(منتخب وزرای آموزش و پرورش و علوم، تحقیقات و فناوری)
- برات قبادیان - سرپرست معاونت آموزش، پژوهش و فناوری وزارت صنعت، معدن و تجارت
- عبدالحسین کلانتری - معاون امور فرهنگی وزارت فرهنگ و ارشاد اسلامی
- حبیب‌الله گودرزی دورکی - صاحب نظر (نماینده منتخب  مدیران و فرهنگیان کشور ) (منتخب شورای معاونان وزارت آموزش و پرورش) نفر اول منتخب کشور و استان اصفهان  توسط فرهنگیان کشور با بالاترین رأی در کشور
- علی نوبختی - صاحب نظر (نماینده مدیران) (منتخب شورای معاونان وزارت آموزش و پرورش)
- غلامحسین محمدی - سرپرست سازمان آموزش فنی و حرفه‌ای کشور
- حمید پوراصغری - معاون امور علمی، فرهنگی و اجتماعی سازمان برنامه و بودجه کشور
- علی محبی - رئیس پژوهشگاه مطالعات آموزش و پرورش
- علی‌اصغر فانی - صاحب نظر در رشته مدیریت آموزشی(منتخب وزرای آموزش و پرورش و علوم، تحقیقات و فناوری)
- طیبه ماهروزاده - صاحب نظر در رشته علوم انسانی(منتخب شورای رؤسای فرهنگستان‌های کشور)
- علی خاکی صدیق - معاون آموزشی وزیر علوم، تحقیقات و فناوری
- مریم زنگ آمیز طوسی - صاحب نظر (نماینده مدیران) (منتخب شورای معاونان وزارت آموزش و پرورش)
- غلامعلی حدادعادل - صاحب نظر در رشته علوم پایه(منتخب شورای روسای فرهنگستان‌های کشور)
- علیرضا کربلایی میرزا  - صاحب نظر (نماینده مدیران ) (منتخب شورای معاونان وزارت آموزش و پرورش)
- سید حسن امامی رضوی - قائم مقام وزیر بهداشت، درمان و آموزش پزشکی
- غلامحسین رحیمی - صاحب نظر در رشته فنی و مهندسی(منتخب شورای روسای فرهنگستان‌های کشور)
- سیما فردوسی - صاحب نظر در رشته روان‌شناسی(منتخب وزرای آموزش و پرورش و علوم، تحقیقات و فناوری)
- کامبیز بازرگان - معاون وزیر و رئیس سازمان تحقیقات و آموزش کشاورزی